# Форбат, Альфред
Альфред (Фред) Форбат (венг. Forbát Alfréd; 31 марта 1897 — 22 мая 1972) — венгерский архитектор, работавший также в Германии, СССР и Швеции.

## Биография
Родился в еврейской семье в городе Печ. Учился в Будапештском университете техники и экономики и Мюнхенском техническом университете. С начала 1920-х работал в архитектурном бюро Вальтера Гропиуса в Веймаре.
В начале 1930-х работал в СССР в составе т. н. «бригады Эрнста Мая» в тресте Стандартгорпроект. Участвовал в проектировании «Квартала № 1» Соцгорода в Магнитогорске. Составил генеральную схему развития Караганды.
В 1933—1938 гг. работал в Венгрии.
С 1938 г . жил и работал в Швеции. C 1959 г. — профессор Королевского технологического института в Стокгольме.